# ماتياس مويا
ماتياس مويا (بالإسبانية: Matías Moya)‏ هو لاعب كرة قدم أرجنتيني في مركز الوسط، ولد في 26 مارس 1998 في نيوكوين في الأرجنتين. لعب مع ريفر بليت.

## وصلات خارجية
- ماتياس مويا على موقع قاعدة بيانات كرة القدم.إي يو (الإنجليزية)
- ماتياس مويا على موقع Soccerway.com (الإنجليزية)